# Quercus langbianensis
Quercus langbianensis är en bokväxtart som beskrevs av Paul Robert Hickel och Aimée Antoinette Camus. Quercus langbianensis ingår i släktet ekar, och familjen bokväxter.

## Underarter
Arten delas in i följande underarter:
- Q. l. cambodiensis
- Q. l. langbianensis